# 没巽 (萨珊王朝行省)
没巽（英語：Mazun）是萨珊王朝的一个行省，大致范围为波斯湾南岸的阿曼北部、阿联酋、卡塔尔、巴林一带。其首府亦名没巽，位于现在的阿曼苏哈尔。